# Cathédrale Saint-Pierre-et-Saint-Paul de Torit
Cette  cathédrale n’est pas la seule cathédrale Saint-Pierre-et-Saint-Paul.
La cathédrale Saint-Pierre-et-Saint-Paul, située à Torit, capitale de l'état de l'Équatoria-Oriental au Soudan du Sud, est le siège de l'évêque du diocèse de Torit.